# Walibi Holland
Walibi Holland est un parc d'attractions néerlandais situé à Biddinghuizen, dans la province du Flevoland. Ouvert sous sa forme actuelle en 1994, il compte plus de trente attractions et est visité par plus de 800 000 personnes annuellement. Son propriétaire est la compagnie des Alpes.

## Historique

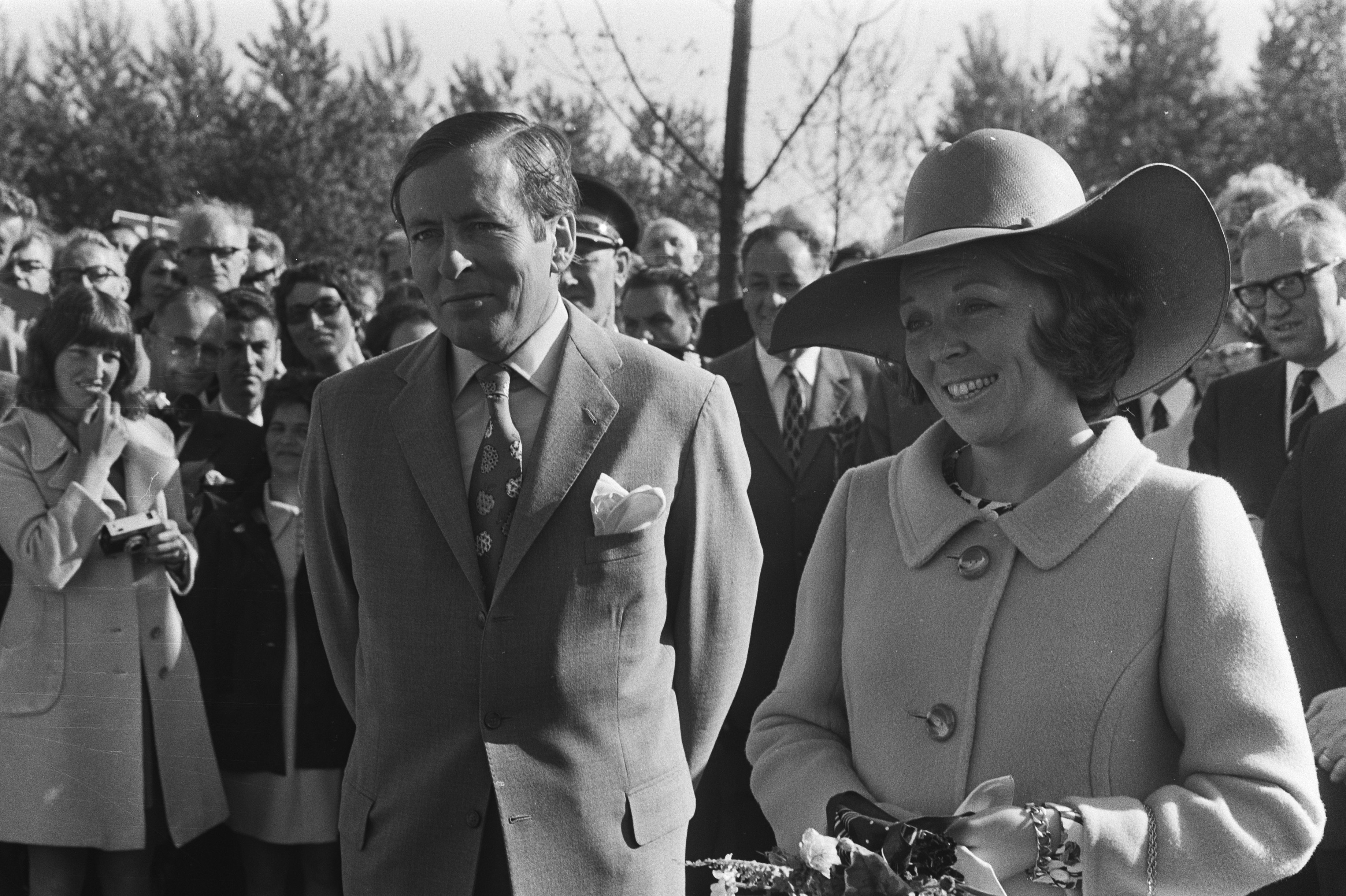
La princesse Beatrix et le prince Claus, le 21 mai 1971 dans les parcs de loisirs.

Le 21 mai 1971, la princesse Beatrix inaugure le parc à thèmes Flevohof. De nature éducative et axé sur l'agriculture et l'horticulture, il accueille par la suite des attractions originales telles le salon carrousel nommé Stoomcarrousel (comme l'exemplaire d'Efteling),,,,,,, et les montagnes russes City Jet,,,. En 1983, Flevohof compte 1,15 million d'entrées. À la fin des années 1980, la concurrence de la part d'Efteling et de Slagharen croît. Le parc fait faillite et ferme en 1991 avec une dette d'environ 16 millions de florins néerlandais,.
Au début des années 1990, le président Eddy Meeùs du groupe Walibi envisage l'achat du parc avant de passer à côté de l'occasion de l'acquérir. L'agent immobilier Voskamp d'Almelo en devient propriétaire,. L'acquéreur derrière cette opération est une compagnie égyptienne. Un mois après l'acquisition, un représentant de ce groupe démarche les dirigeants de Walibi pour la reprise de Flevohof. Les actions de Voskamp sont reprises par le groupe Walibi. Ils deviennent propriétaires en mars 1992 alors que le public est censé se rendre dans le parc en avril. Les nombreux travaux souhaités par les dirigeants belges ne peuvent avoir lieu. Ils y rapatrient quelques manèges, Flevohof ouvre en mai et accueille les visiteurs une dernière fois sous ce patronyme pour la saison 1992 avec sept nouveautés,. La fréquentation est décevante et les retours sont négatifs. Le site ferme en septembre pour vivre une intense phase de travaux,,. L'entreprise belge Giant intervient pour la réalisation de quartiers thématiques et de leurs décors. La conférence de presse se tient le 5 juillet 1993.

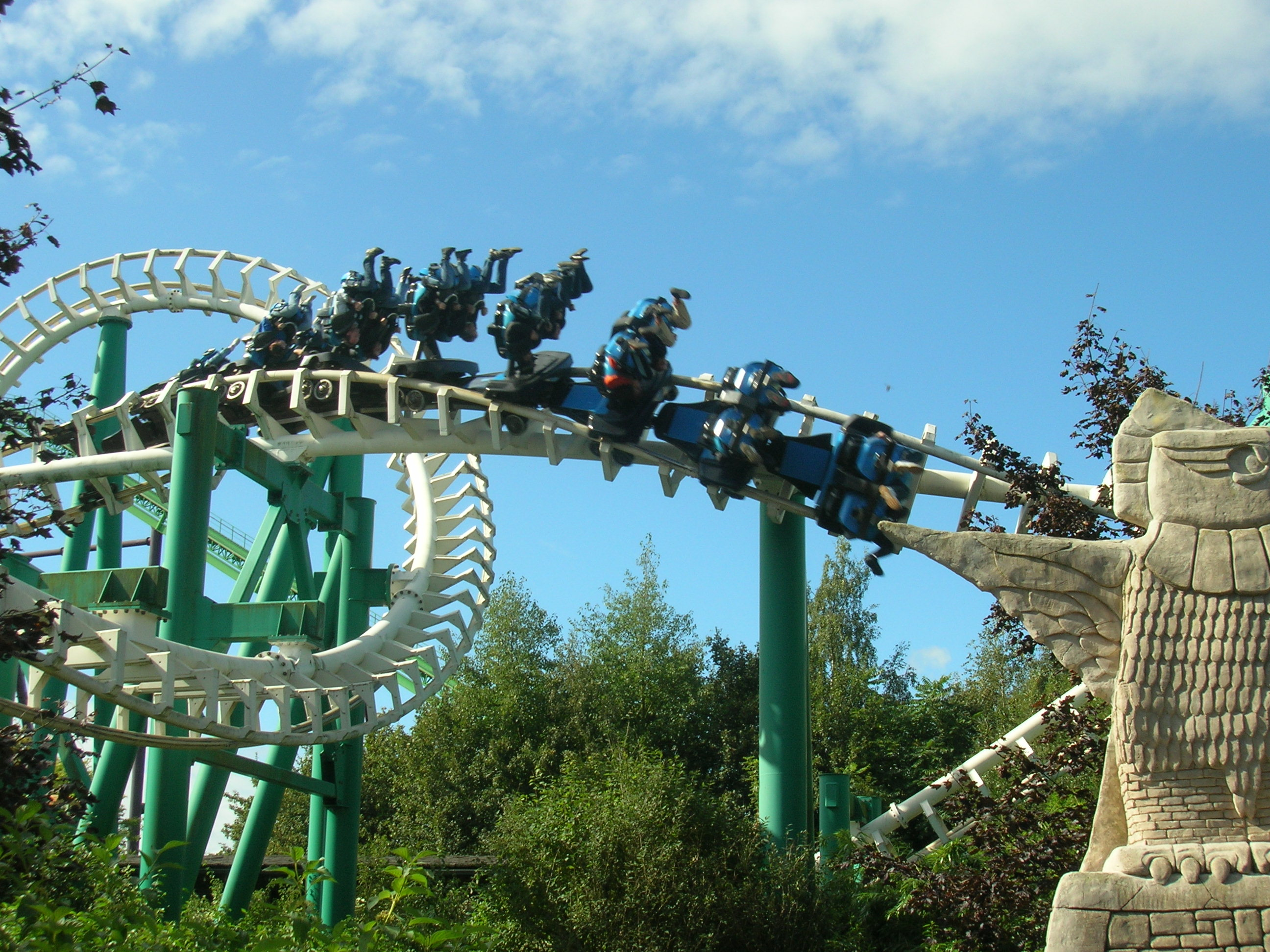
Condor

Rebaptisé Walibi Flevo, il est inauguré le 7 mai 1994 sous la forme d'un véritable parc d'attractions avec plusieurs zones à thèmes : elles sont à l'époque le Mexique, la Belle époque, le Canada et le Village des enfants (Kinderdorp),. Ce dernier est inauguré par Carlo (nl) & Irene (nl), le duo de présentateurs télévisés de Telekids (nl). Sur 25 hectares, le site comporte alors des animations et vingt-quatre attractions dont une dizaine de nouveautés telles une descente en bûches, une rivière rapide de bouées, un bateau à bascule et l'attraction-phare El Condor, des montagnes russes inversées du modèle Vekoma SLC à cinq inversions, les premières du genre. Le 6 juillet, une avarie se produit sur cette attraction qui impressionne le public à l'époque. De multiples attractions de Flevohof sont préservées. Victime de son succès, le parc doit fermer ses portes le 12 mai pour cause de capacité atteinte, alors que 12 000 visiteurs sont rentrés. 45 000 personnes sont accueillies la première semaine, soit 25 % de plus que prévu. Les attentes sont alors de 350 000 entrées en 1994 et 700 000 à termes. Depuis la construction de Walibi jusqu'en 2000, Hans van Driem tient le poste de directeur général. Pour la saison 1995, un grand théâtre est construit. Il accueille 1 200 personnes. Le premier spectacle est King Solomon's Mines dans lequel des cascadeurs américains jouent une scène du célèbre film. Zanzibar est une nouvelle zone à la thématique africaine qui accueille les deux autres nouveautés,. Elles sont le Tri-Star du constructeur Huss Park,, et Waikiki Wave, un Top Spin.
Après l'investissement de 800 millions de francs belges (20 millions d'euros), le groupe Walibi constate des résultats en deçà des prévisions. Le nombre d'entrées peine à dépasser le cap des 500 000 visiteurs annuels malgré les ajouts réguliers dans le parc qui n'est pas rentable sous l'égide Meeùs. La conjoncture de l'époque est marquée par une diminution du tourisme d'un jour et la fréquentation des sites tels Walibi Flevo déçoit. Eddy Meeùs cherche à vendre le parc, fortement déçu par sa mauvaise fortune. Il rencontre en novembre 1996 le directeur de l'entreprise américaine Premier Parks qui a créé son groupe grâce à une méthode de rachats offensive et lui propose l'acquisition de certains de ses parcs. Quatre mois plus tard, une délégation américaine visite l'entièreté des sites du groupe belge et offre de racheter la totalité du groupe Walibi, ce que refuse Eddy Meeùs. En 1997, Walibi Flevo accueille 450 000 visiteurs. Le 15 décembre 1997, Eddy Meeùs revient sur sa décision et négocie la vente du groupe Walibi avec la société américaine Premier Parks, un opérateur de parcs d'attractions aux États-Unis. Celui-ci étudie les chiffres de Walibi durant trois mois. L'acquisition du groupe et donc de Walibi est annoncée officiellement en décembre et est clôturée le 24 mars 1998 peu après l'introduction de Premier Parks à la New York Stock Exchange.

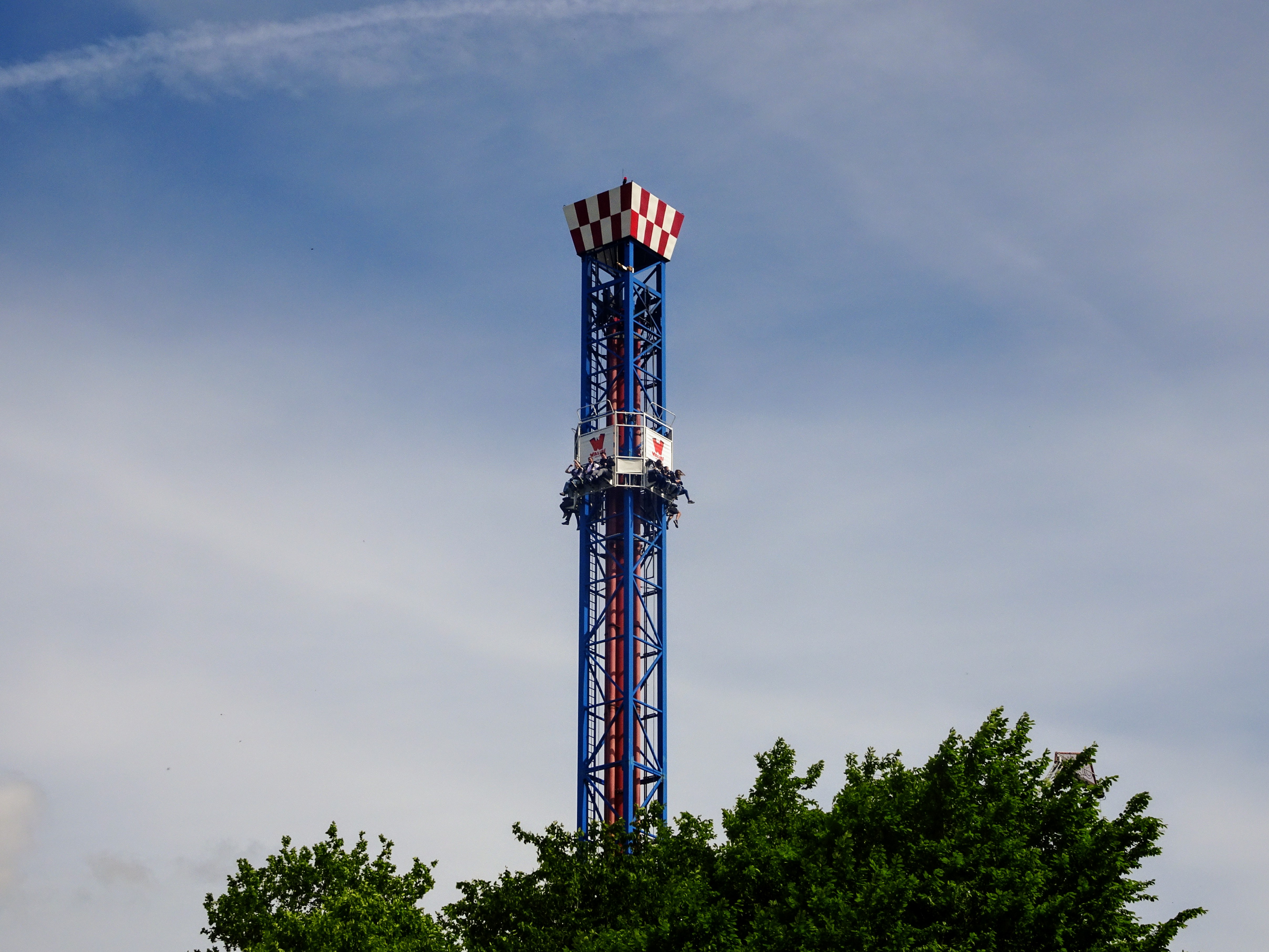
Space Shot

Lors de cette période, un spectacle de cascades avec jet skis a lieu sur le lac au fond du parc. Il se nomme Back to the Fifties en 1997 ainsi qu'en 1998 et Spy Catcher en 1999. Durant l'intersaison 1997-1998, le public assiste au dernier investissement décidé par la direction belge du groupe Walibi avant l'acquisition par l'américain Premier Parks Inc. en mars. L'attraction Reaktor est démontée à Walibi Schtroumpf pour être envoyée à Walibi Flevo sous le nom G-Force. À celle-ci s'ajoute la nouveauté Space Shot, une tour de chute haute de 56,3 mètres de type Space Shot achetée au constructeur américain S&S Worldwide. Composée de quatre nacelles de trois personnes, elle propose un nouveau type de sensations fortes en projetant les passagers en l'air en quelques secondes pour une vitesse de 65 km/h. Ces deux attractions prennent place dans le nouveau quartier Fantasy of Flight,,. La diffusion de la série documentaire d'infotainment Polderpret a lieu en automne 1998. Sur la chaîne de télévision RTL 4, les téléspectateurs assistent au quotidien des équipes du parc. Format inédit pour l'époque, cette série en six parties hebdomadaires de trente minutes entraîne une augmentation de 200 000 visiteurs supplémentaires pour atteindre le nombre de 659 851 en 1999,,.
Premier Parks se rebaptise Six Flags en 2000 et change le nom du parc en Six Flags Holland avec l'ajout d'une trentaine d'attractions, le parc passe de deux à six montagnes russes. Il faut savoir que le groupe avait racheté les droits d'exploitation des personnages de la Warner Bros. aux États-Unis et en Europe. En outre, ils travaillaient activement à l'amélioration de Warner Bros. Movie World Germany et au projet de Warner Bros. Park Madrid. La mascotte Walibi est remplacée par les personnages de la Warner Bros. Six Flags Holland se positionne avec comme public cible les adolescents, le slogan est créé en ce sens : « Rollercoaster Capital of Europe ». Les Américains évaluent mal certains aspects européens et imaginent transposer le fonctionnement des parcs aux États-Unis. Ils imaginent engager de jeunes saisonniers en grand nombre et ratisser loin géographiquement le recrutement. Là où aux États-Unis il est possible d'avoir le permis et la voiture dès 16 ans, le recrutement ne peut se faire à cette échelle en Europe. Alors qu'ils n'imaginent pas de problèmes d'engagement, il manque des saisonniers pour faire tourner l'entreprise. Même en haute saison, les attractions ne fonctionnent pas continuellement. Trop peu nombreux, les employés présents passent d'attraction en attraction pour les ouvrir au public,. En fin de saison, le parc organise, pour la première fois, une saison Halloween. Durant cette période, le parc est agrémenté de ballots de paille, de citrouilles et de décors. Des animations et spectacles sont y présentés. Cet événement est encore extrêmement populaire à ce jour et offre au parc de nombreux visiteurs supplémentaires. Les Halloween Fright Nights ont lieu chaque mois d'octobre. La métamorphose en Six Flags Holland est un succès populaire, la fréquentation est multipliée par deux en fin de saison pour atteindre 1,3 million de visiteurs,,.
Le 29 mars 2002 sont inaugurées les montagnes russes les plus hautes, les plus longues et les plus rapides du Benelux : Goliath a une hauteur de 46,8 mètres, une longueur de 1 214 mètres et une vitesse maximale de 106 km/h.

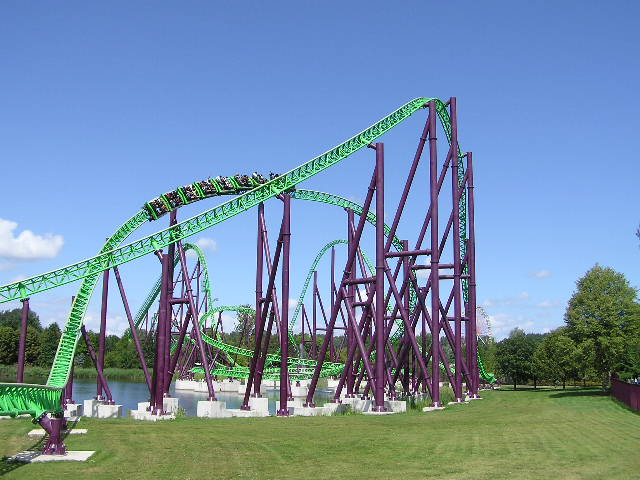
Goliath

Logo de Walibi World

Empreint à de grosses difficultés financières liées à la baisse d'activité de ses parcs en Amérique du Nord, Six Flags décide de procéder à la vente de sa division européenne. C'est un fonds d'investissement privé londonien, Palamon Capital Partners, qui se porte acquéreur du groupe en mars 2004 pour un montant de 200 millions de dollars US et qui prend donc en charge la gestion et le développement du parc. Palamon renomme le groupe en Star Parks et se lance à la recherche d'un nouveau nom pour Six Flags Holland qui doit abandonner la marque Six Flags ainsi que les différentes licences Warner,.
Fin 2004, Star Parks annonce le retour du kangourou, sous le nom Walibi World. Dans l'enthousiasme de ce come-back, Dominique Fallon, créatif et responsable des campagnes de communication, en profitera même pour indiquer aux journalistes qu'Eddy Meeùs avait considéré que le changement du nom en Six Flags avait été une grosse erreur de gestion de la part des Américains. Selon le scénario établi par l'équipe créative du parc, Walibi était parti faire le tour du monde. Il est revenu accompagné de nouveaux amis qu'il a rencontré au détour de ses aventures : Walibelle (sa copine), Oscar le chat (venu d'Europe), Rocky le castor (venu d'Amérique), Wok le dragon (venu d'Asie), Doudou le pingouin (venu de l'Arctique), Mama Lily l'hippopotame et Splash l'éléphant (venus d'Afrique) et d'autres personnages qui seront désormais dans les allées du parc.
En mai 2006, le parc tombe dans le giron de la compagnie des Alpes.
En 2010, Walibi Holland est le quatrième parc néerlandais en termes de fréquentation. Il reçoit 800 000 visiteurs, Efteling et ses 4 millions de visiteurs étant en tête.
Le 20 janvier 2011, la direction de Walibi annonce le changement d'image de la société et met à jour son site internet. Le public y apprend que les parcs de Walibi World et Walibi Aquitaine sont renommés respectivement Walibi Holland et Walibi Sud-Ouest. La mascotte est relookée en personnage 3D et est rejoint par une série de personnages composant des groupes musicaux. Deux millions d’euros sont investis pour intégrer le nouvel univers musical Walibi.

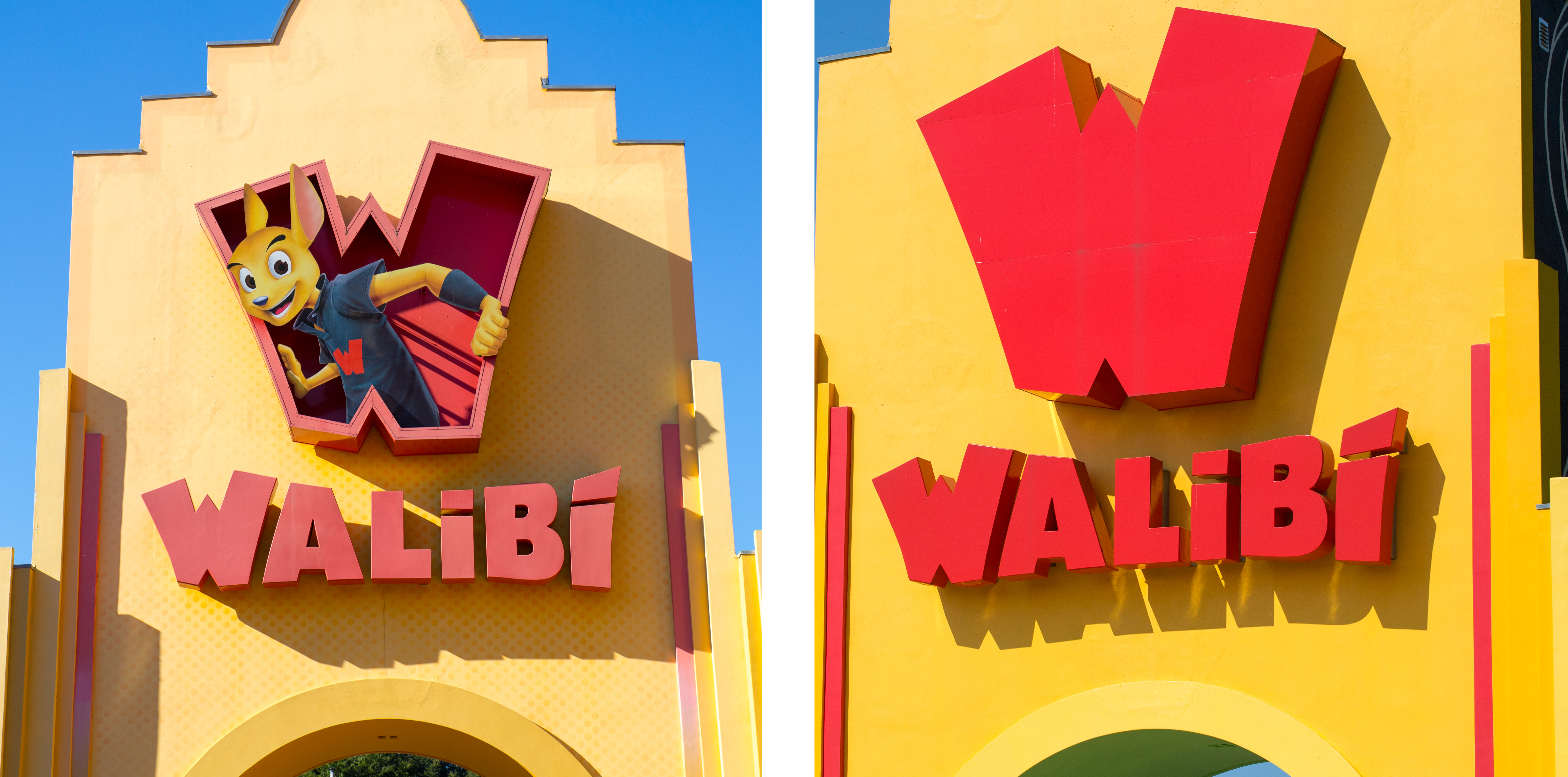
Modification de l'entrée.

Cette nouvelle image ne rencontre pas le succès. Les personnages à rencontrer dans les allées disparaissent graduellement. Il est annoncé à la fin de l'année 2016 le retrait de la mascotte du kangourou Walibi du logo sur le fronton de l'entrée. Depuis 2017, seul ne subsiste que le « W ».
La fréquentation annuelle est variable avec 850 000 visiteurs en 2014, 860 000 en 2015, 895 000 en 2016, 858 000 en 2017, puis 838 000 personnes en 2018 et 853 000 en 2019,.

## Les attractions
Le parc est divisé en huit zones thématiques :
- Main Street (précédemment « Hollywood The Main Street » 2000-2018)
- France (depuis 2000)
- Zero Zone (précédemment « Wild Wild West » 2000-2015. La zone canadienne y est rattachée en 2011, « Canadian Yukon » 2000-2010 et « Canada » 1994-1999)
- Walibi Play Land (précédemment « Walibi Land » 2005-2010, « Bugs Bunny Wereld » 2000-2004 et « Kinderdorp » 1994-1999)
- WAB Plaza (précédemment « Italia » 2000-2010 et « Belle époque » 1994-1999)
- Exotic (précédemment « Mexico » 1994-2013)
- Speed Zone (précédemment « Fantasy of Flight » 1998-1999)
- Wilderness (précédemment « Sherwood Forest » 2000-2018 et « Zanzibar » 1995-1999)

### Lesmontagnes russes
- Condor : montagnes russes inversées (Vekoma), 1994
- Drako : montagnes russes en métal junior (Zierer), 1992. Anciennement Keverbaan , puis Road Runner, puis Wok's Waanzin et Rattle Snake. Attraction achetée à la suite de la fermeture du parc Zygofolis.
- Eat My Dust : Montagnes russes junior (Zamperla), 2023
- Goliath : hyper montagnes russes (Intamin), 2002
- Lost Gravity : Assises / Big Dipper (Mack Rides), 2016
- Xpress: Platform 13 : montagnes russes lancées (Vekoma), 2000. Anciennement Superman The Ride, fermées de 2011 à 2012.
- Speed of Sound : Boomerang (Vekoma), 2000. Anciennement La Via Volta, fermées de 2007 à 2011.
- Untamed : montagnes russes hybrides (Rocky Mountain Construction), 2019

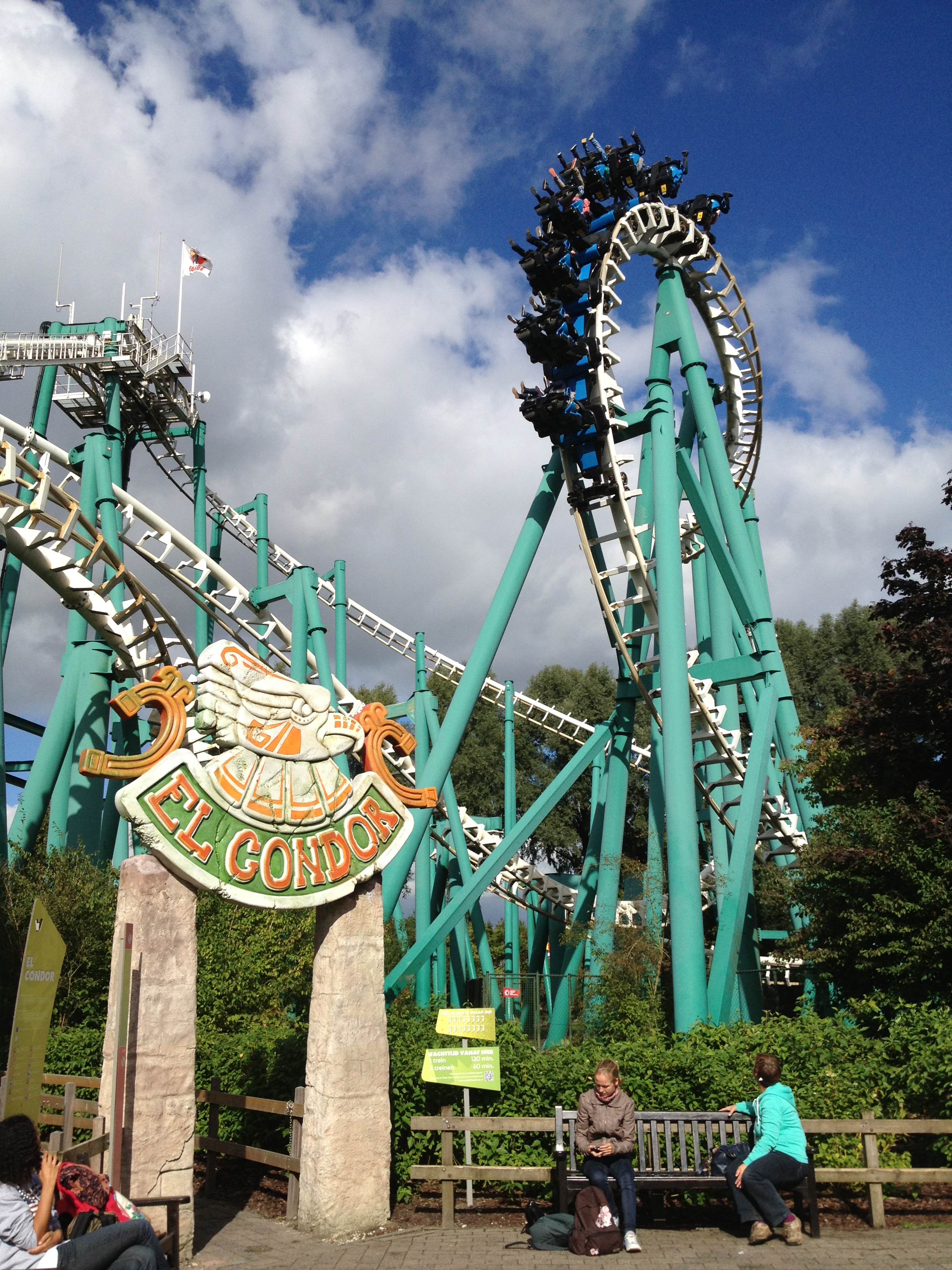
Condor
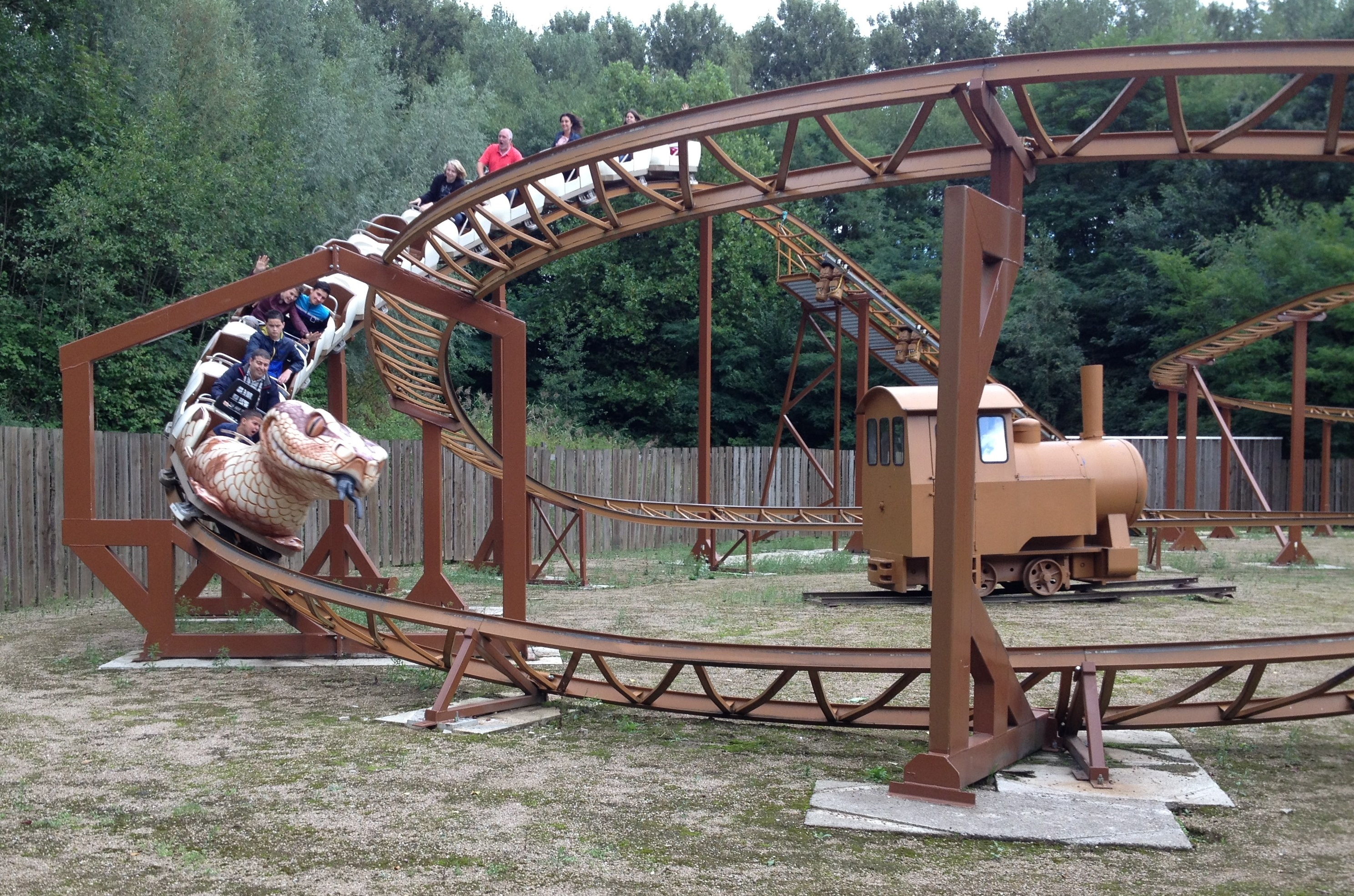
Drako
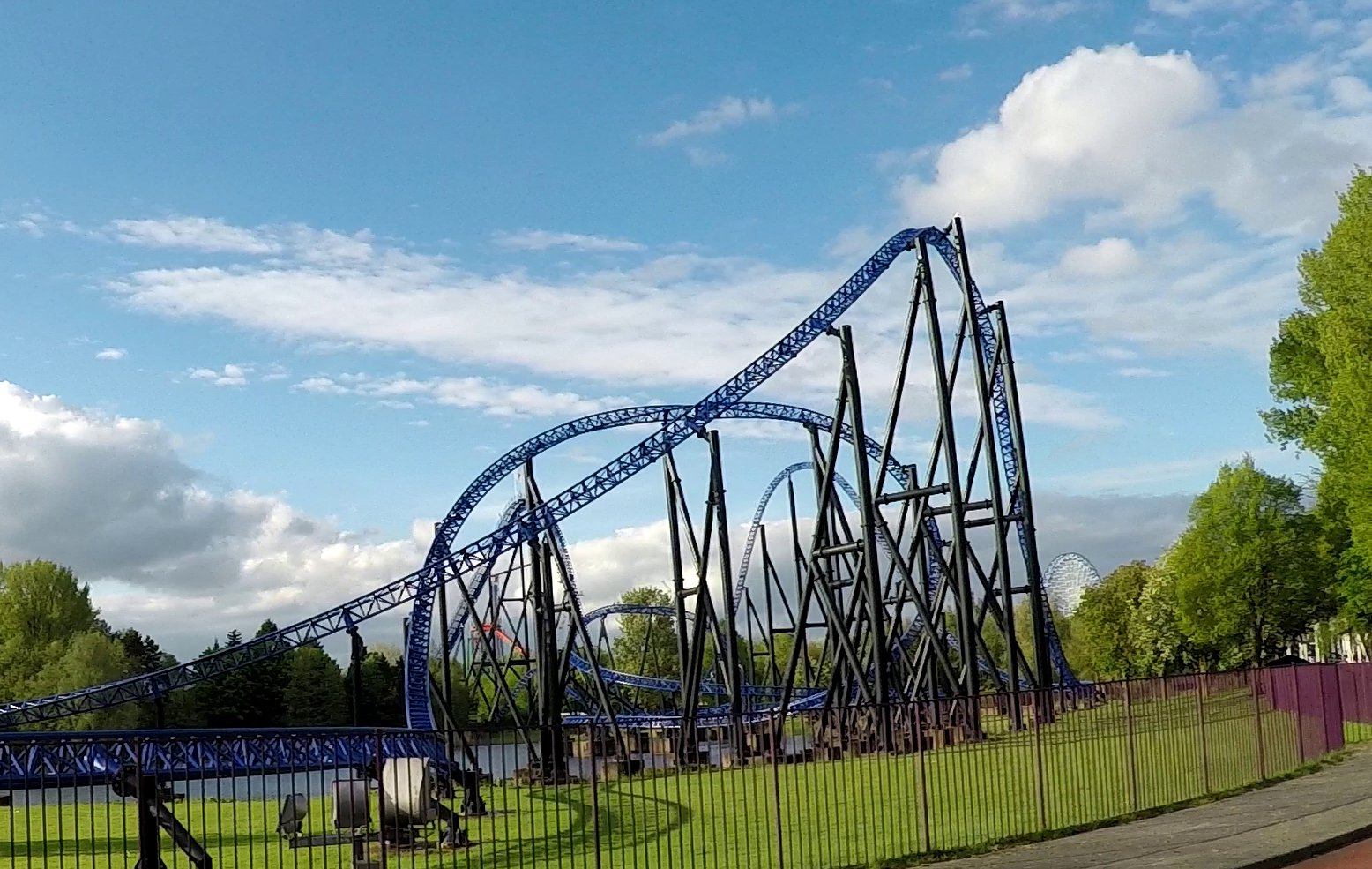
Goliath
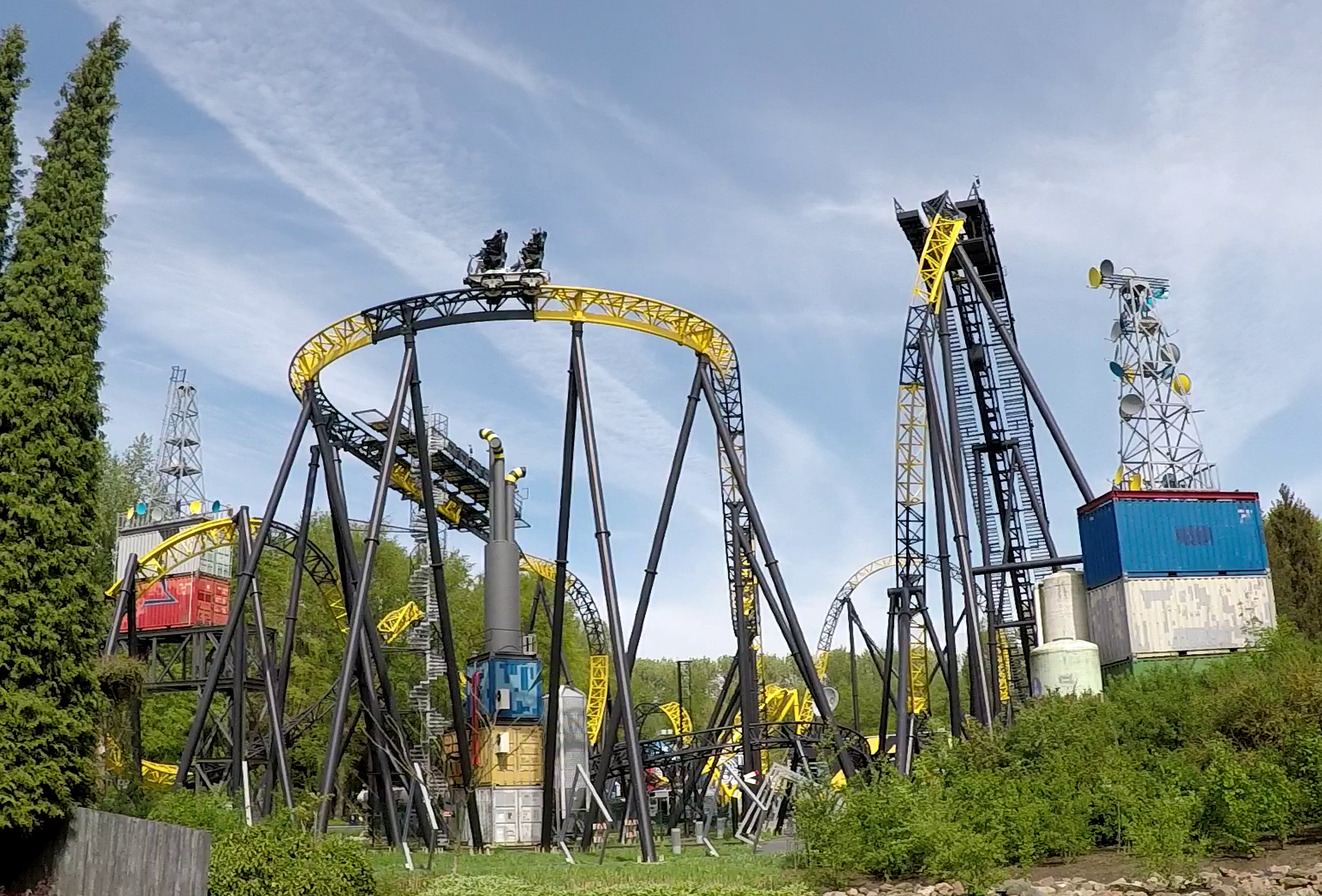
Lost Gravity
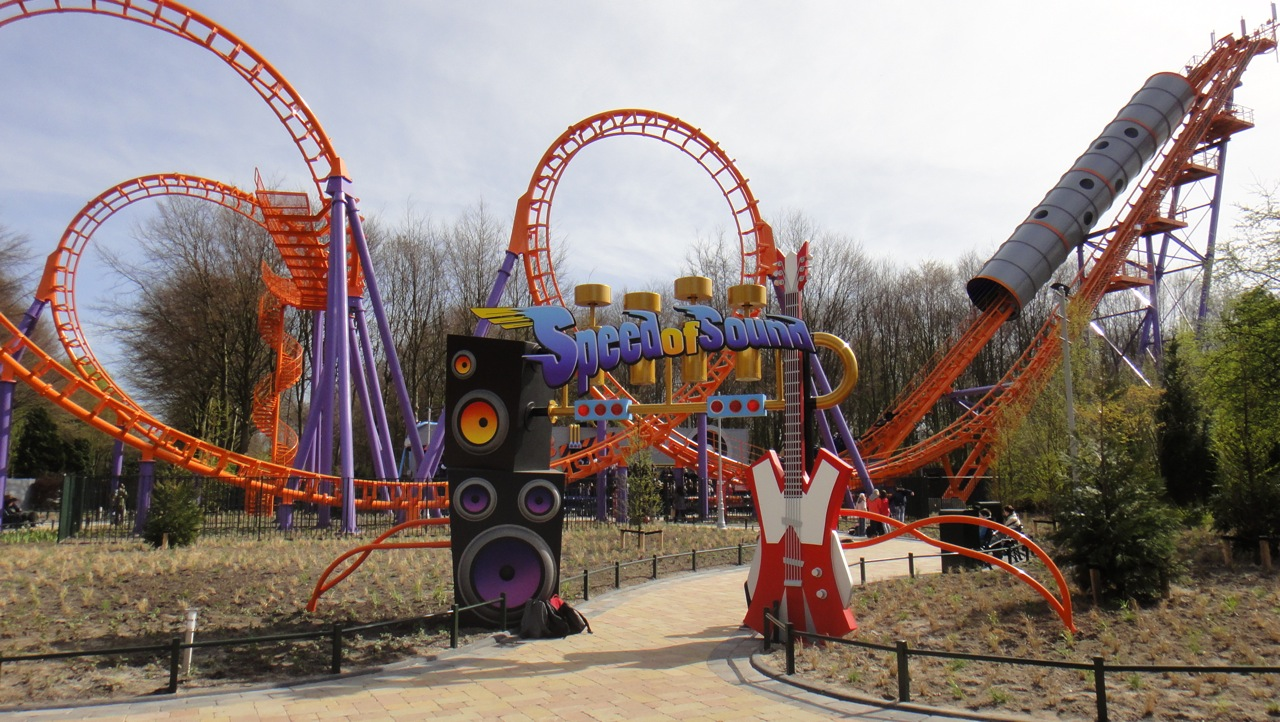
Speed of Sound
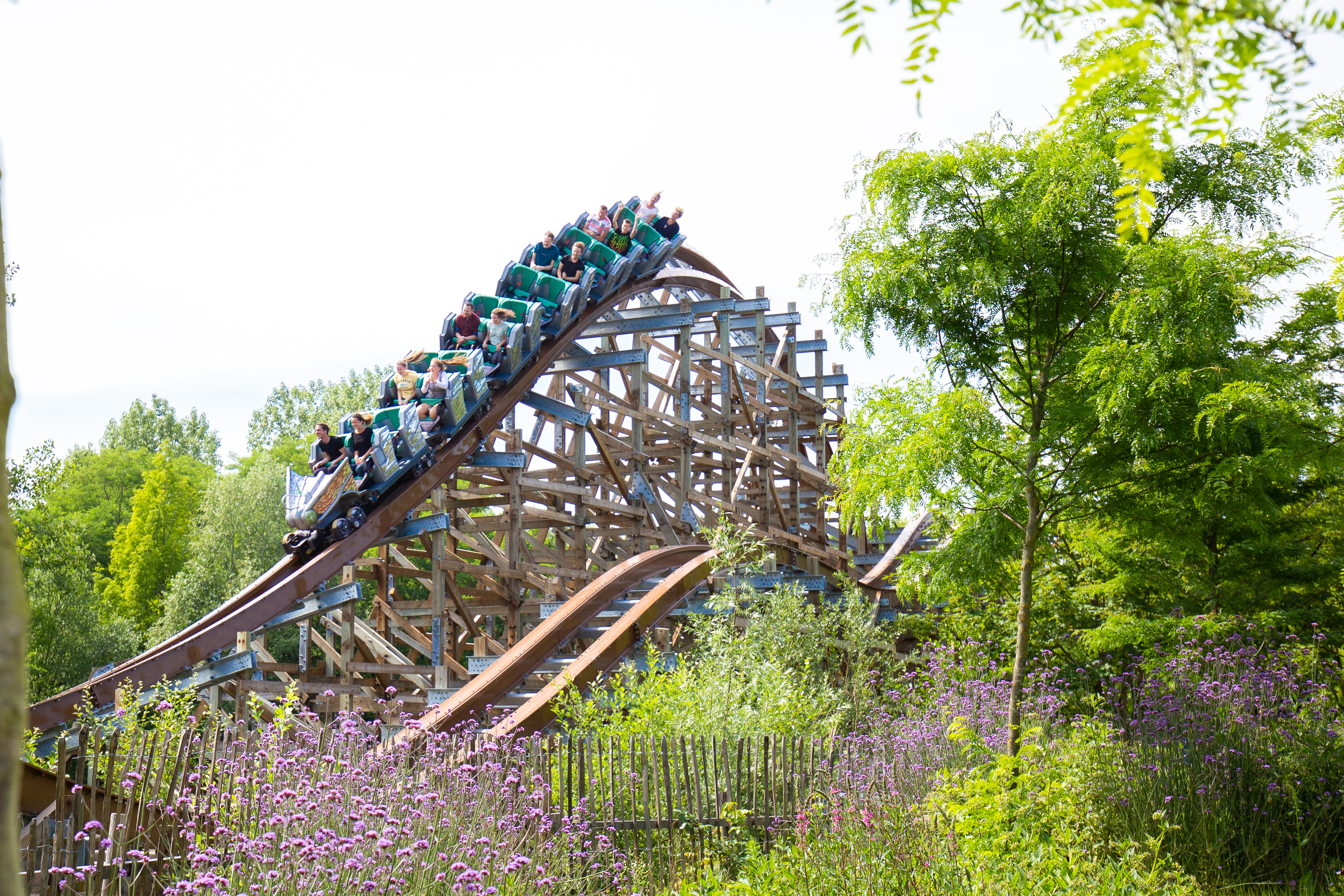
Untamed
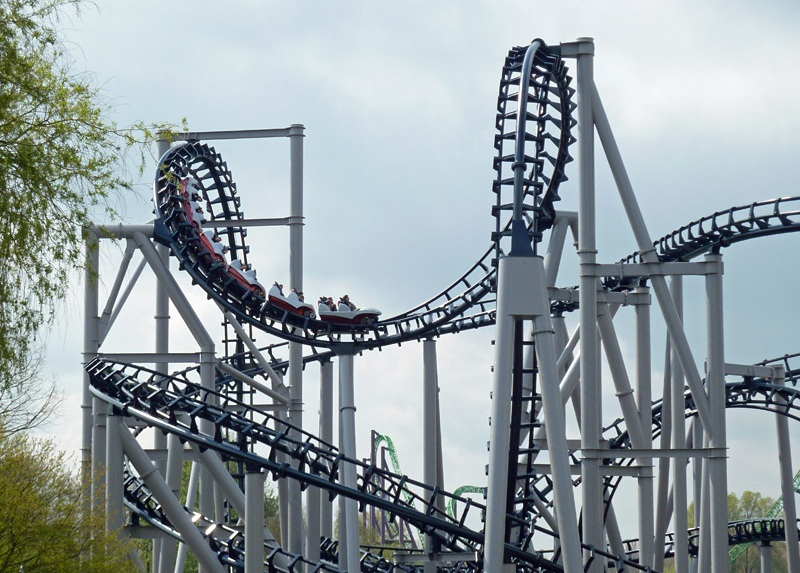
Xpress: Platform 13

### Les attractions aquatiques

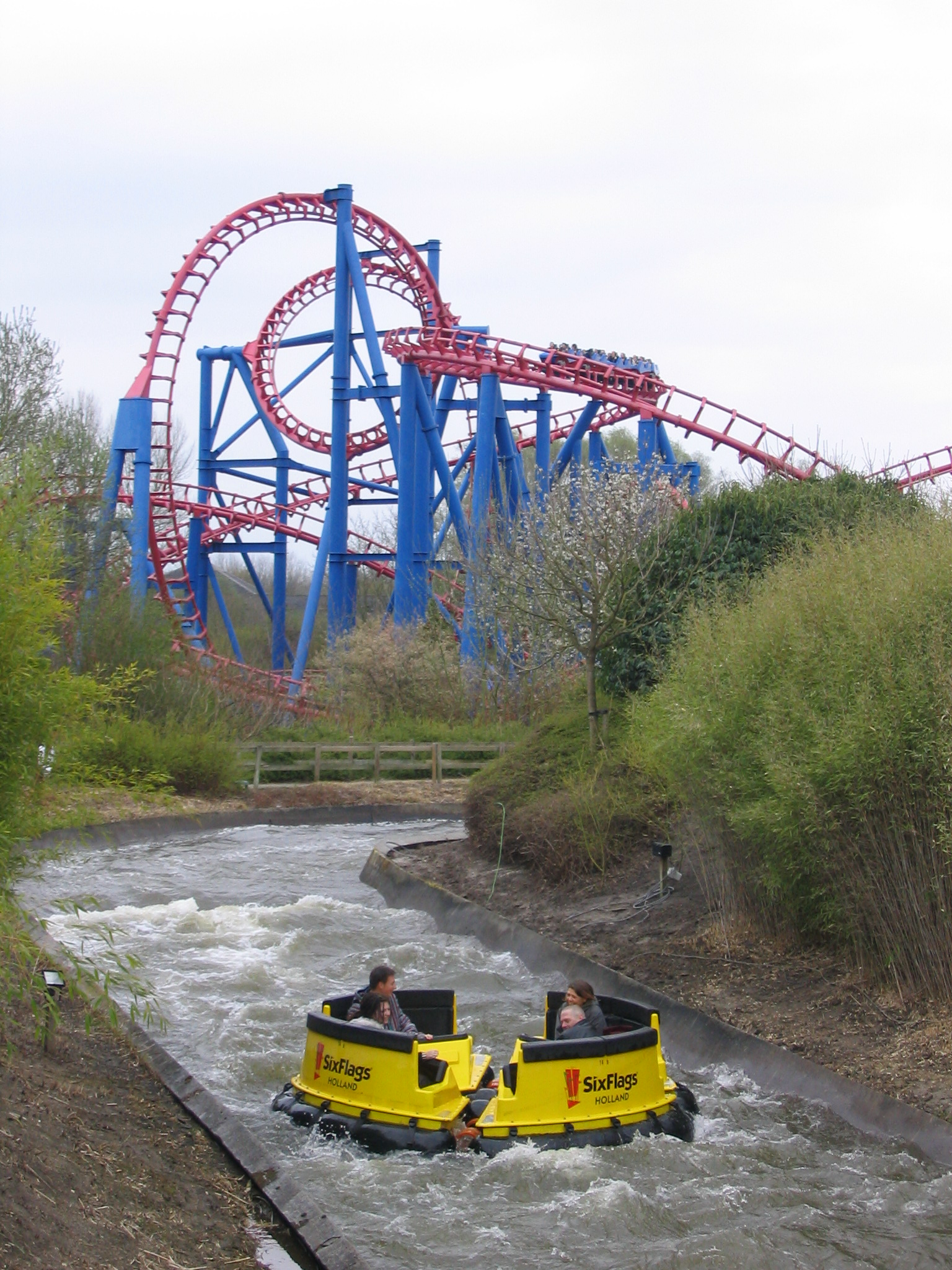
Rio Grande et Xpress

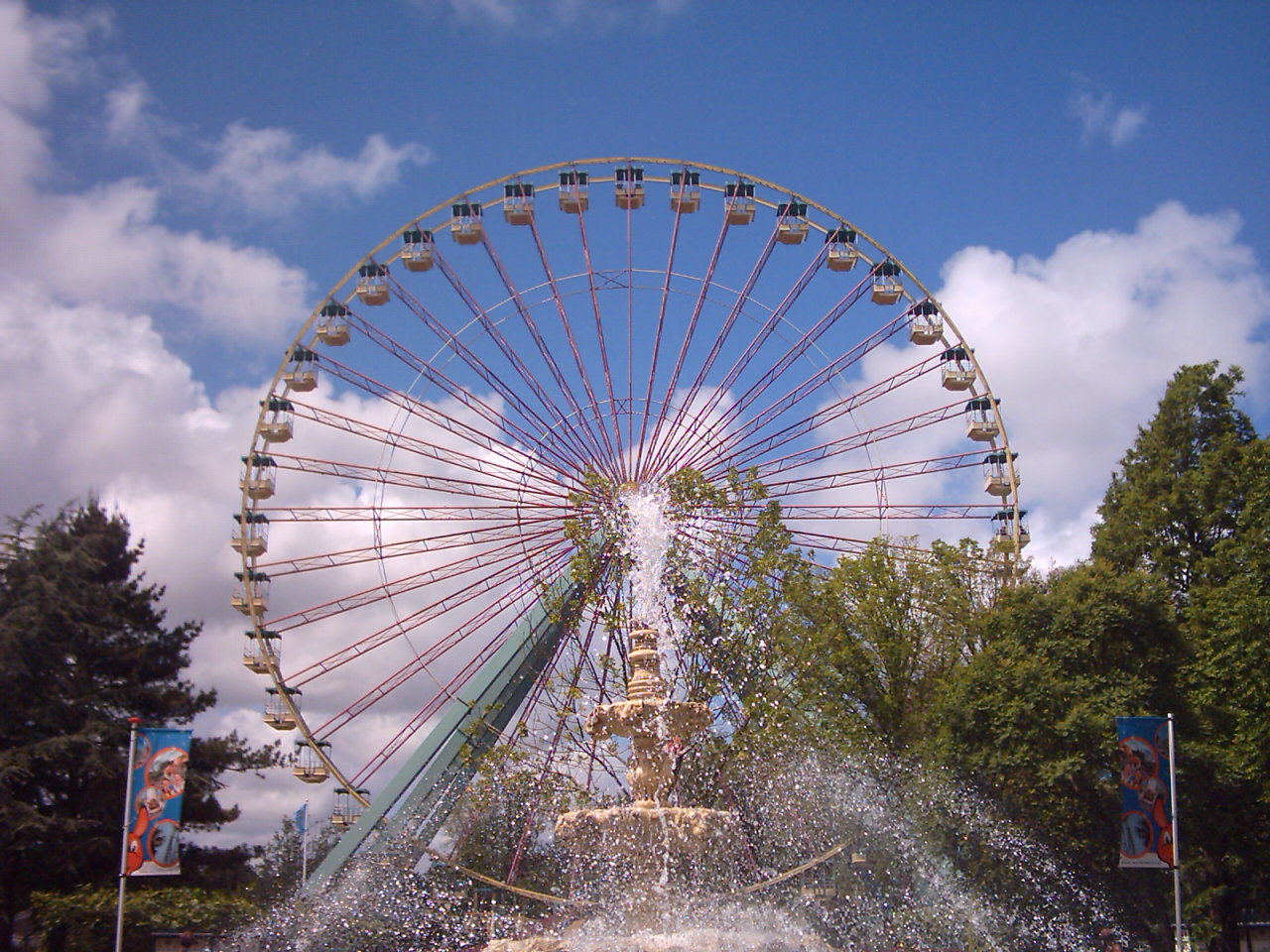
La Grande Roue

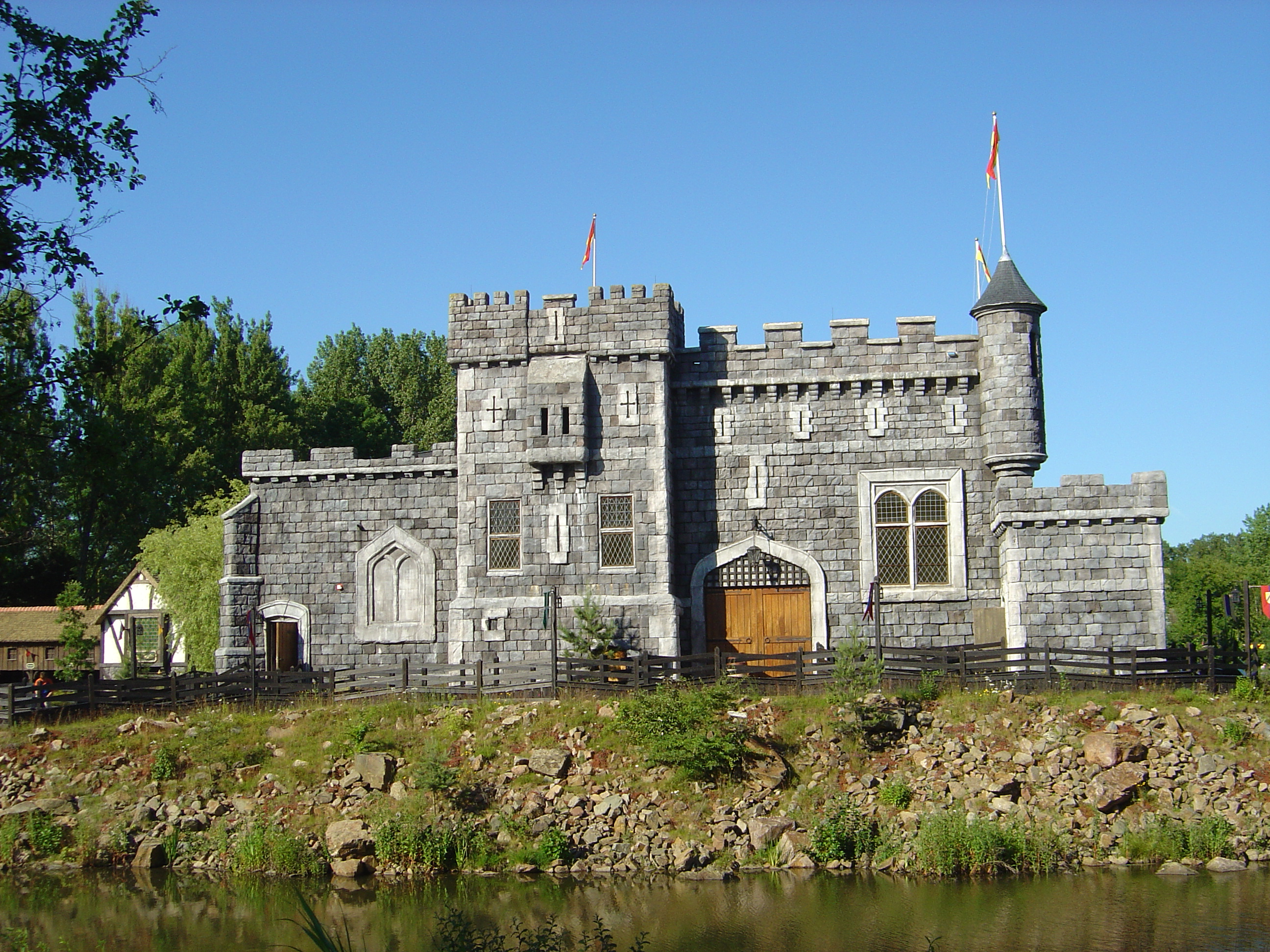
Le château magique de Merlin

- Crazy River : une descente en bûches sur le thème du Yukon (Mack Rides), 1994
- El Rio Grande : rivière rapide de bouées (Vekoma), 1994
- Splash Battle : Splash Battle (Preston & Barbieri), 2005

### Autres attractions
- Blast : Top Spin (Huss Rides), 2000 Anciennement Excalibur
- G-Force : Enterprise (Huss Rides), 1998 Anciennement Reaktor de 1989 à 1997 à Walibi Schtroumpf.
- La Grande Roue : grande roue (Vekoma), 2000
- Le Tour des Jardins : circuit de Tacots (Chance Morgan), 2000
- Los Sombreros : pieuvre (Soriani & Moser), 1994
- Merlin's Magic Castle : Mad House (Vekoma), 2000
- Merrie Go Round : carrousel (SBF Visa Group), 1992 Anciennement Galopant, puis Cavalli Barocca
- Mini taxi's : autos-tamponneuses (SBF Visa Group), 1994 Anciennement Mexico City
- Pavillon de thé : tasses (Chance Morgan), 2000
- Sky Diver : SkyDiver (Funtime), 2002
- Space Shot : Space Shot (S&S Worldwide), 1998
- Space Kidz : tour de chute junior (SBF Visa Group), 2000 Anciennement Oscars's Boomhut
- Spinning Vibe : Magic (Huss Rides), 2000 Anciennement Il Gladiatore
- Squad's Stunt Flight : manège d'avions (SBF Visa Group), 1994 Anciennement Red Baron, Yosemite Sam's Flight School et Jo's Stuntvlieger
- Super Swing : chaises volantes (Zierer), 1992[16] Anciennement Wave Swinger, puis Piccolini. Attraction achetée à la suite de la fermeture du parc Zygofolis.
- Tequila Taxis : autos-tamponneuses (SBF Visa Group), 2000 Anciennement Speedy's Taxis
- The Tomahawk : Frisbee (SBF Visa Group), 2000
- Walibi Express : train panoramique (Chance Morgan), 1994 Anciennement Walibi Express, puis Six Flags Express

### Anciennes attractions
- Aztec : tapis volant (Huss Rides), 2000 - 2009
- Club Psyke : 5D Experience : cinéma 4-D, 2012 - 2016
- Double Invertor : Double Inverter (Chance Morgan), 2000 - 2004, relocalisée à Walibi Rhône-Alpes en 2005
- El Toro : Breakdance (Huss Rides), 2000 - 2005, relocalisée à Bellewaerde en 2006
- Hudson Bay : bateau à bascule (Far Fabbri), 1994 - 2015, relocalisé à Attractiepark Rotterdam en 2020
- Kart Fight : Karting, 2000 - 2018
- Kids Kartbaan : Karting junior 2000 - 2016
- Les Petits Chevaux : carrousel (Wood Design), 2000 - 2014
- Niagara Falls : toboggan aquatique, 1992[16] - 1999 Anciennement nommé Aquachute en 1992 et relocalisé à Walibi Rhône-Alpes en 2000
- Robin Hood : Montagnes russes en bois (Vekoma), 2000 - 2018. Dorénavant Untamed depuis 2019.
- Safari : manège automobile, 1994 - 1999
- Sherwood's Revenge : Tri-Star (Huss Rides), 1995 - 2007. À Walibi Wavre de 1978 à 1984 sous le nom Turbo Lift, ensuite à Walibi Rhône-Alpes jusque dans les années 1990. À Walibi Flevo sous le nom Jungle Star (1995-1999) avant d'être renommée Sherwood's Revenge, relocalisée à La Mer de sable en 2007
- Slippery Mountain : Carpet Slide, 1994 - 1999
- Tequila Ride : promenade en wagon dans une serre (Metallbau Emmeln), 1994 - 1999
- The Flying Dutchman Gold Mine : Wild Mouse (Mack Rides), 2000 - 2010, relocalisée à La Mer de sable en 2011
- Tornado : Chaos (Chance Morgan), 2000 - 2004, relocalisée à Walibi Sud-Ouest en 2005
- Waikiki Wave : Top Spin (Vekoma), 1995 - 1999

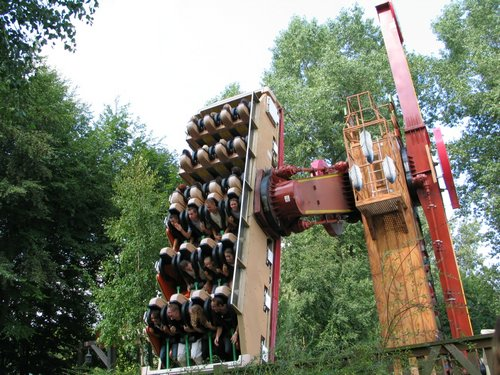
Double Invertor
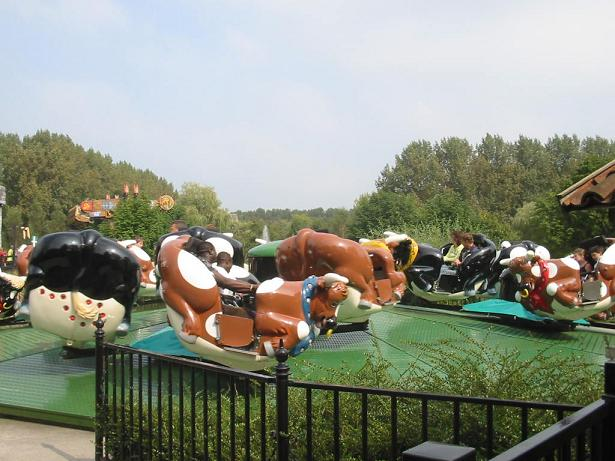
El Toro
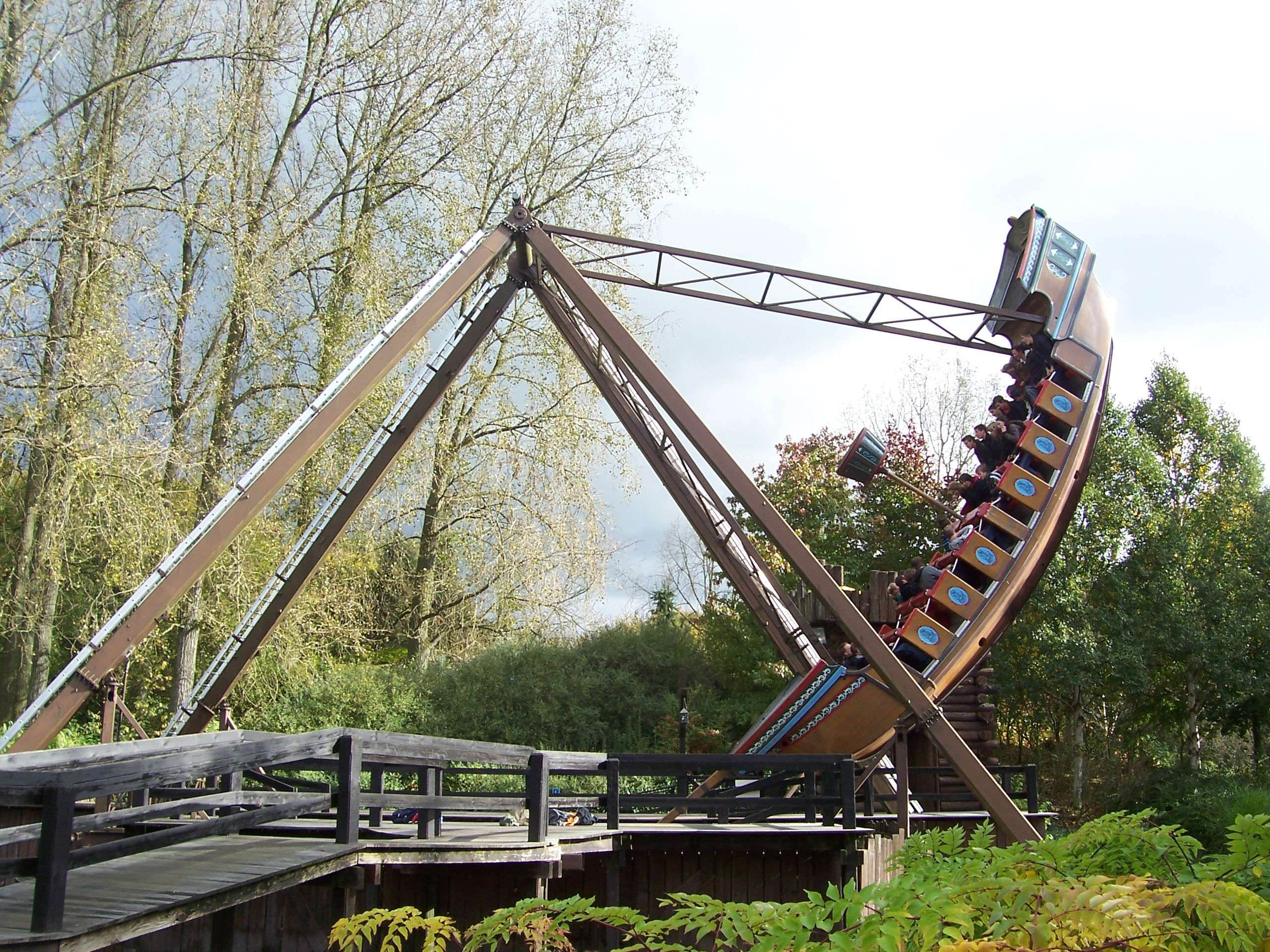
Hudson Bay
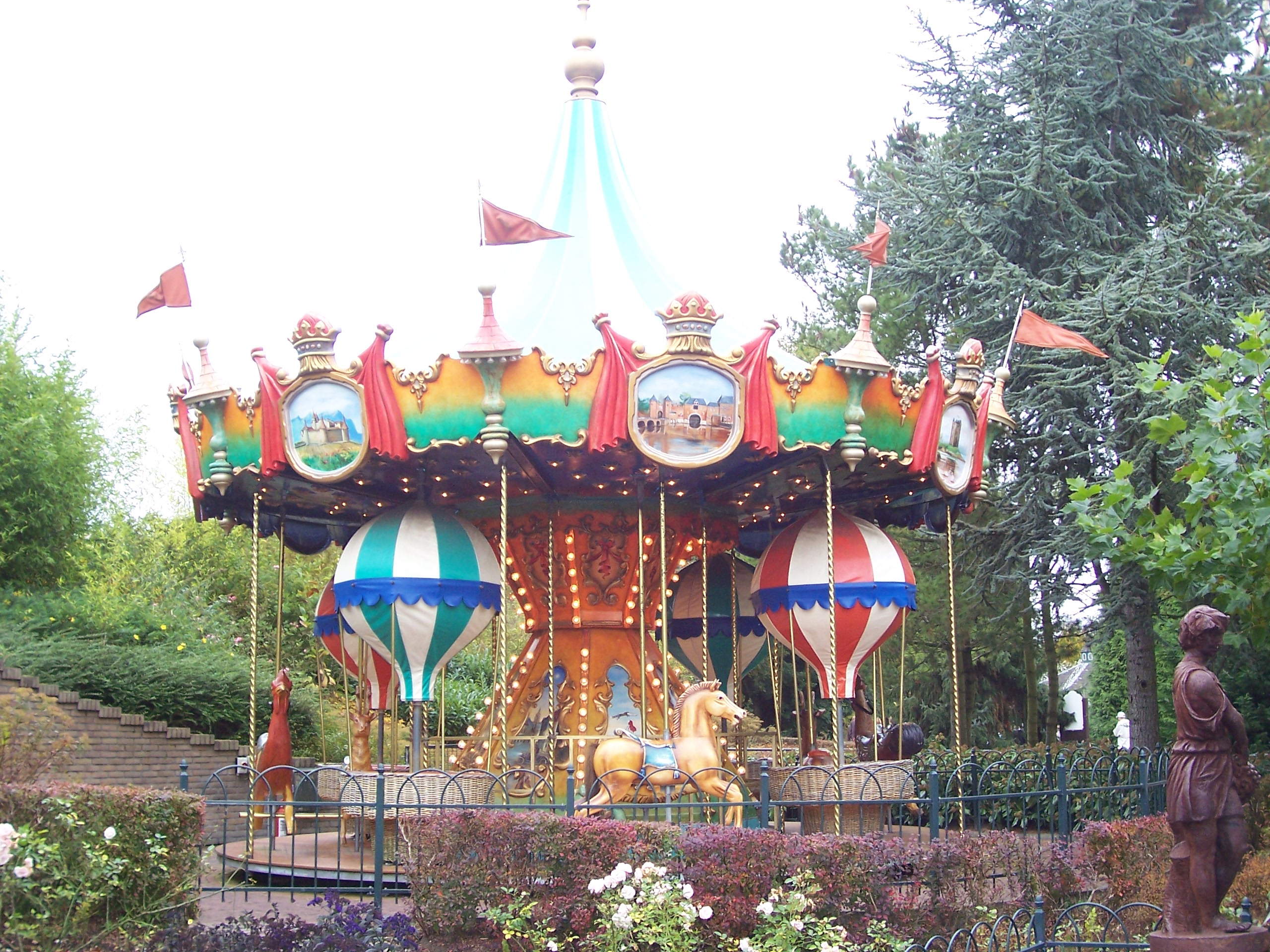
Les Petits Chevaux
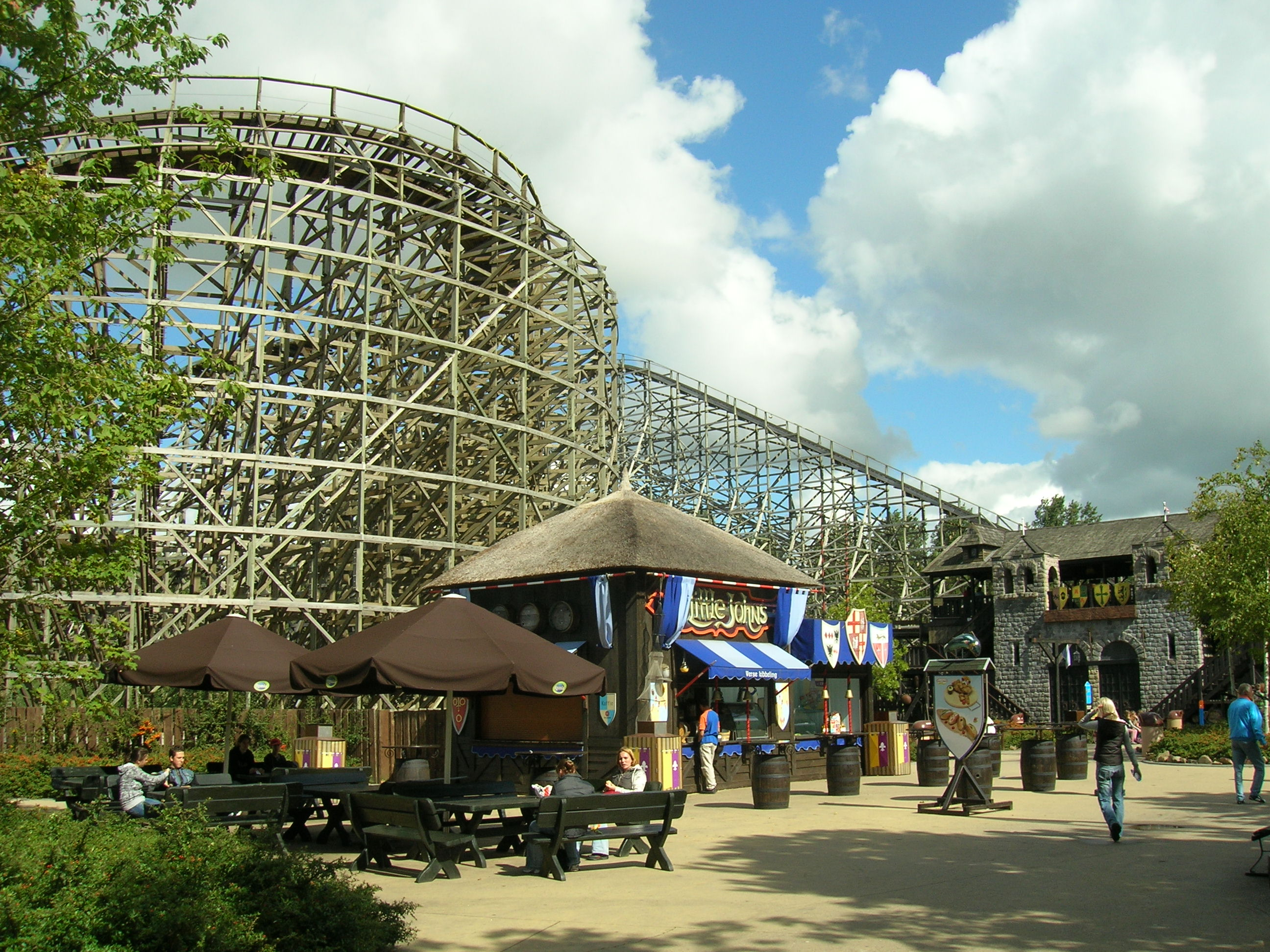
Robin Hood
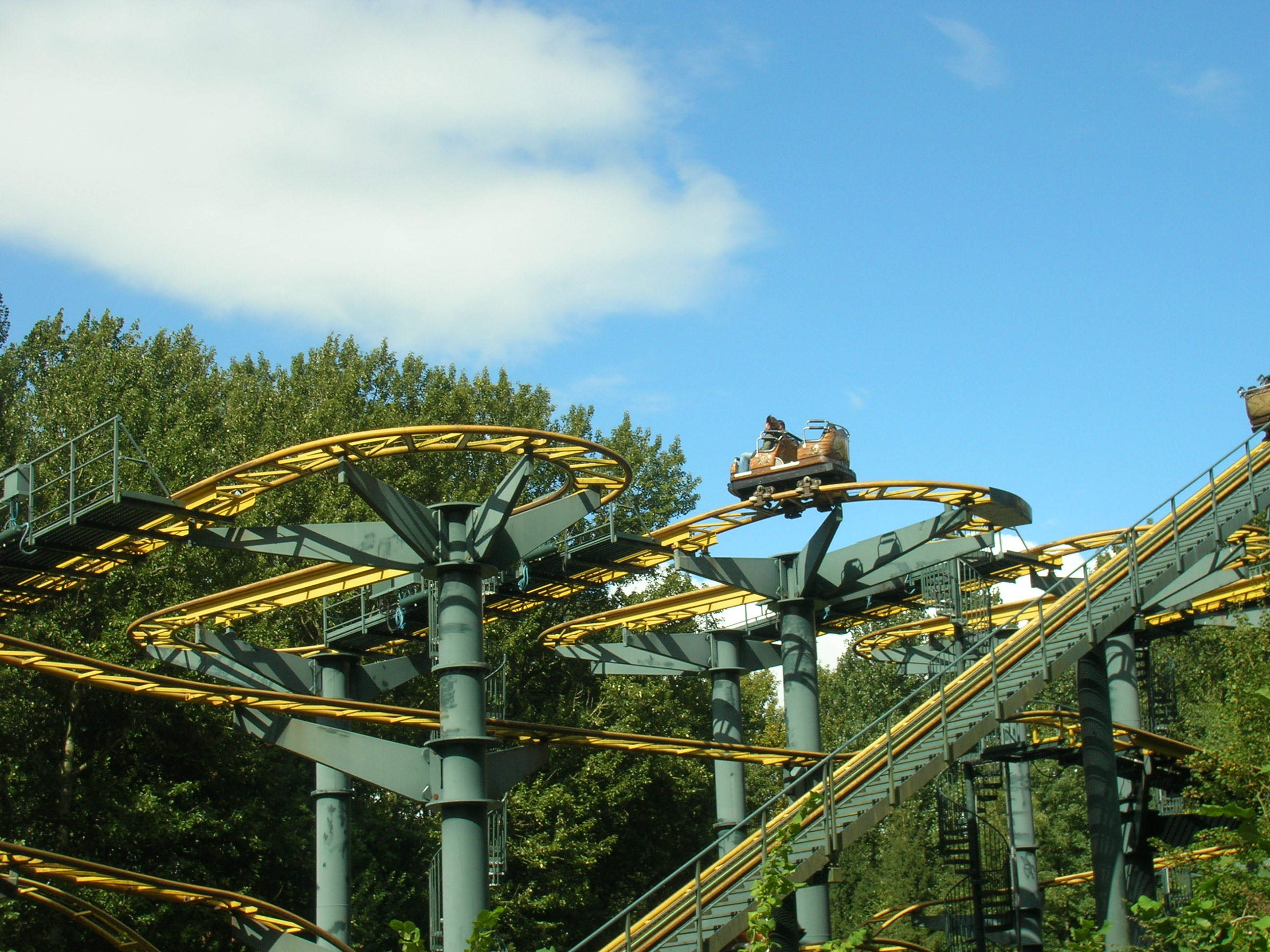
The Flying Dutchman Gold Mine
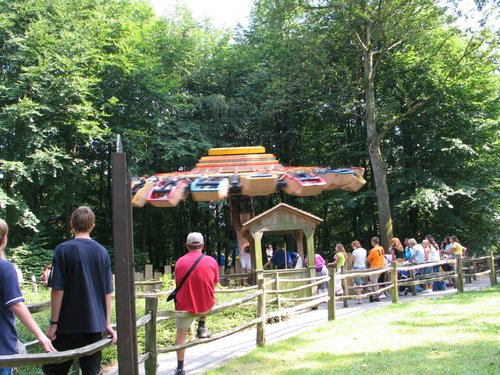
Tornado

## Halloween
Le premier événement Halloween a lieu en 2001.
Voici une liste des maisons hantées présentes dans le parc.
| Nom                              | Ouverture | Fermeture |
| -------------------------------- | --------- | --------- |
| The Villa                        | 2010      |           |
| Psychoshok                       | 2011      |           |
| Jefferson Manor                  | 2014      |           |
| US VS YOU                        | 2024      |           |
| Camp of curiosities (walktrough) | 2022      |           |
| Wicked Woods (Walktrough)        | 2021      |           |
| Below (Experience)               | 2017      |           |
| Clinic (Experience) 16+          | 2016      |           |
| Slaughterhouse (Experience) 16+  | 2022      |           |
| The Final Slay Ride              | 2023      | 2023      |
| Urban Explorror                  | 2023      | 2023      |
| Wrong Turn: Into Darkness        | 2021      | 2021      |
| The Final Hideout                | 2021      | 2021      |
| Haunted Holidays II              | 2017      | 2019      |
| Haunted Holidays I               |           | 2016      |
|                                  |           |           |
|                                  |           |           |
|                                  |           |           |
|                                  |           |           |
|                                  |           |           |
|                                  |           |           |
|                                  |           |           |
|                                  |           |           |
|                                  |           |           |
|                                  |           |           |
|                                  |           |           |
|                                  |           |           |
|                                  |           |           |
|                                  |           |           |
|                                  |           |           |
|                                  |           |           |
|                                  |           |           |
|                                  |           |           |
|                                  |           |           |
|                                  |           |           |
|                                  |           |           |
|                                  |           |           |
|                                  |           |           |
|                                  |           |           |

## Propriété foncière
Le domaine de Walibi Holland s'étend sur un total de 140 hectares dont quarante sont consacrés au parc d'attractions.
Le parc de vacances Walibi Village occupe vingt hectares où se dressent plus de cent quarante bungalows ainsi qu'une piscine.
Le terrain événementiel possède la surface la plus étendue avec quatre-vingts hectares. Il est développé à l'origine par Scouting Nederland pour le Jamboree européen de 1994 et le Jamboree mondial de 1995. Se sont également tenus le Jamboree national de 2000, ainsi que les Scout-Ins de 1990, 1992, 1995 et 1997,. Les Fundays du Scoutisme s'y tiennent annuellement. En outre, il accueille depuis 1993 le festival de musique Lowlands, depuis 1996 la conférence chrétienne Opwekking et Fields of Rock entre 2003 et 2007. Le festival de musique Defqon.1 se tient également sur ce terrain depuis 2011,.

## Fréquentation
Fréquentation annuelle 

450 000 (1997)
460 000 (1998)
659 851 (1999)
1 300 000 (2000)
1 200 000 (2001)
1 000 000 (2002)
685 000 (2003)
714 000 (2004)
900 000 (2005)
766 000 (2006)
834 000 (2007)
856 000 (2008)
838 000 (2009)
800 000 (2010)
775 000 (2011)
810 906 (2012)
770 000 (2013)
850 000 (2014)
860 000 (2015)
895 000 (2016)
858 000 (2017)
838 000 (2018)
853 000 (2019)
601 000 (2020)
505 000 (2021)
875 000 (2022)
936 000 (2023)
Inconnu (2024)